# Коломбје ле Вје
Коломбје ле Вје (фр. Colombier-le-Vieux) насеље је и општина у источној Француској у региону Рона-Алпи, у департману Ардеш која припада префектури Турнон сир Рон.
По подацима из 2011. године у општини је живело 656 становника, а густина насељености је износила 42,35 становника/km². Општина се простире на површини од 15,49 km². Налази се на средњој надморској висини од 420 метара (максималној 486 m, а минималној 210 m).

## Демографија
| 1962. | 1968. | 1975. | 1982. | 1990. | 1999. | 2011. |
| ----- | ----- | ----- | ----- | ----- | ----- | ----- |
| 611   | 659   | 504   | 471   | 518   | 551   | 656   |

График промене броја становника у току последњих година